# Timothy Broglio
Timothy Paul Andrew Broglio (Cleveland, 22 de dezembro de 1951) é um prelado norte-americano da Igreja Católica que pertenceu ao serviço diplomático da Santa Sé, é o atual arcebispo do Ordinariado Militar dos Estados Unidos.

## Biografia
Timothy Broglio frequentou escolas primárias e secundárias católicas em Cleveland, estudou no colégio jesuíta Boston College, onde se formou em línguas clássicas (faculdade de literatura). Depois foi a Roma e, como aluno do Pontifício Colégio Norte-americano, frequentou os cursos de Teologia, Teologia Bíblica e Direito Canônico na Pontifícia Universidade Gregoriana (1973-1977). Formou-se em Direito Canônico na mesma universidade com uma tese sobre communicatio in sacris segundo o Código de Direito Canônico (1983).
Foi ordenado presbítero em 19 de maio de 1977, na Capela da Imaculada Conceição no Pontifício Colégio Norte-americano, pelo cardeal Sergio Pignedoli, sendo incardinado na Diocese de Cleveland. De 1977 a 1979 ele serviu como pároco associado na paróquia St. Margaret Mary de South Euclid, e lecionou Teologia no Notre Dame College, South Euclid. De 1979 a 1983 frequentou a Pontifícia Academia Eclesiástica.
Entrou para o serviço diplomático da Santa Sé em 1 de junho de 1983 e, posteriormente, trabalhou nas Representações Pontifícias na Costa do Marfim e no Paraguai e na Seção das Relações com os Estados da Secretaria de Estado.
Em 27 de fevereiro de 2001, o Papa João Paulo II o nomeou núncio apostólico na República Dominicana e delegado apostólico em Porto Rico, sendo consagrado como arcebispo titular de Amiterno, na Basílica de São Pedro, pelo Papa João Paulo II, coadjuvado por Angelo Sodano, Cardeal Secretário de Estado e por Giovanni Battista Re, prefeito da Congregação para os Bispos.
Em 19 de novembro de 2007 foi nomeado pelo Papa Bento XVI como o quarto arcebispo dos Serviços Militares dos Estados Unidos, fazendo sua entrada solene em 25 de janeiro de 2008, na Festa da Conversão de São Paulo.
Foi eleito como presidente da Conferência dos Bispos Católicos dos Estados Unidos em 15 de novembro de 2022. Naquele momento, Arcebispo Broglio era vice-presidente e chanceler da Catholic Distance University e membro do Conselho de Administração do National Catholic Bioethics Center, além de presidente do Comitê de Comunicações da Basílica do Santuário Nacional da Imaculada Conceição em Washington, DC.

## Opiniões públicas
Arcebispo Broglio se opôs à revogação da política Don't ask, don't tell, que regulava o serviço de pessoal LGBT nas forças armadas dos EUA. Em 2013, ele se opôs ao Pentágono concedendo os mesmos benefícios a casais do mesmo sexo que a outros casais. Também apoiou a proibição do governo Trump de indivíduos transgêneros servirem nas forças armadas.
Em resposta a uma carta de uma esposa de militar reclamando de uma homilia proferida em um culto na base, Broglio escreveu: “Não há dúvida de que a crise de abuso sexual por padres nos EUA está diretamente relacionada à homossexualidade”, escreveu Broglio. “[Noventa por cento] dos abusados eram meninos com 12 anos ou mais. Isso não é mais pedofilia.”
Em outubro de 2021, Broglio divulgou uma declaração apoiando a concessão de isenções aos mandatos de vacinação contra a COVID-19 pelos militares com base em objeções de consciência.
Após as eleições de 2024, Arcebispo Broglio, como presidente da Conferência dos Bispos Católicos dos Estados Unidos, parabenizou Donald Trump e convocou oração pelos representantes eleitos. Ele disse que a preocupação com a dignidade humana e a economia são possíveis razões pelas quais a maioria dos católicos no país votou em Trump. Durante a Assembleia da Conferência, Broglio e outros representantes prometeram se opor caso o novo presidente implemente sua promessa de campanha de deportação em massa de imigrantes.

## Honras
- Capelão Grã-Cruz do Mérito da Sagrada Ordem Militar Constantiniana de São Jorge[16]

- Cavaleiro Grande Oficial da Ordem Equestre do Santo Sepulcro[17]
- Grã-Cruz da Ordem do Libertador San Martin, Argentina[18]
- Comendador da Ordem do Mérito da República Italiana, Itália[19]
- Grã-Cruz Placa de Prata da Ordem do Mérito Duarte, Sánchez y Mella, República Dominicana[20]
- Patrono Fundador da Saint John XXIII Foundation[21]
- Ordem dos Santos Maurício e Lázaro
- Comandante da Ordem Nacional da Costa do Marfim[4]
- Comandante da Ordem da Estrela Polar, Suécia[4]
- Grande Oficial da Ordem de Bernardo O'Higgins, Chile
- Comandante da Ordem de Antonio José de Irisarri, Guatemala[4]
- Oficial da Ordem de Maio, Argentina[4]
- Capelão Conventual Honorário da Ordem de Malta[4]
- Grã-Cruz da Ordem de São Miguel da Ala, Portugal[4]; Patrono Eclesiástico e Protetor Espiritual da Ordem nos EUA[22]
- Grande Oficial da Ordem dos Santos Maurício e Lázaro[4]